# Подача (телесериал)
«Пода́ча» (англ. Pitch) — американский драматический телесериал, выходивший в эфир на телеканале Fox с 22 сентября по 8 декабря 2016 года.
1 мая 2017 года сериал был закрыт из-за низких рейтингов.

## Сюжет
В центре сюжета находится первая в истории женщина-питчер в Главной лиге бейсбола.

## В ролях

### Основной состав
- Кайли Банбери — Джинни Бейкер
- Марк-Пол Госселаар — Майк Лоусон
- Марк Консуэлос — Оскар Аргуелья
- Мо Макрей — Блип Сандерс
- Мэган Холдер — Эвелин Сандерс
- Тим Джо — Элиот
- Дэн Лория — Аль Луонго
- Эли Лартер — Амелия Слейтер

### Второстепенный состав
- Майкл Бич — Уильям "Билл" Бейкер, отец Джинни
- Б. Дж. Бритт — Уилл Бейкер, старший брат Джинни, который хочет заработать на ее славе и открыть свой собственный спортивный бар.
- Боб Балабан — Франклин" Фрэнк " Рид, владелец Падре.
- Келли Дженретт — Ронда, ассистентка Оскара.
- Кевин Коннолли — Чарли Грэм, временный президент операций Падре, который является сильным сторонником Sabermetrics.
- Джек Макги — Бак Гарланд, тренер Падре, который является правой рукой Луонго.
- Кристиан Очоа — Ливан Дуарте, запасной ловец Падре и наследник Лоусона, который является недавним иммигрантом с Кубы.
- Джоанна Гарсиа — Рэйчел Патрик, спортивный диктор и бывшая жена Майка.
- Сара Шахи — Натали Луонго, дочь Эла, которая также встречается с Оскаром.

## Список эпизодов

### Сезон 1 (2016)
| № общий | № в сезоне | Название                                 | Режиссёр      | Автор сценария                           | Дата премьеры    | Произв. код | Зрители в США (млн) |
| ------- | ---------- | ---------------------------------------- | ------------- | ---------------------------------------- | ---------------- | ----------- | ------------------- |
| 1       | 1          | «Pilot»                                  | Пэрис Барклай | Рик Сингер & Дэн Фогельман               | 22 сентября 2016 | 1AZL01      | 4.23                |
| 2       | 2          | «The Interim»                            | Пэрис Барклай | Дэн Фогельман                            | 29 сентября 2016 | 1AZL02      | 3.68                |
| 3       | 3          | «Beanball»                               | Кеннет Финк   | Кевин Фоллс                              | 6 октября 2016   | 1AZL03      | 3.50                |
| 4       | 4          | «The Break»                              | Реджина Кинг  | Рик Сингер                               | 13 октября 2016  | 1AZL04      | 2.91                |
| 5       | 5          | «Alfonzo Guzman-Chavez»                  | Пэрис Барклай | Бекки Хартман-Эдвардс                    | 27 октября 2016  | 1AZL05      | 2.91                |
| 6       | 6          | «Wear It»                                | Джоанна Кернс | Джонатан Игла                            | 3 ноября 2016    | 1AZL06      | 2.71                |
| 7       | 7          | «San Francisco»                          | Мэри Лу Белли | Кевин Фоллс & Эли Атти                   | 10 ноября 2016   | 1AZL07      | 2.64                |
| 8       | 8          | «Unstoppable Forces & Immovable Objects» | Крис Кох      | Бекки Хартман-Эдвардс & Эстер Лу Вайтерс | 17 ноября 2016   | 1AZL08      | 2.47                |
| 9       | 9          | «Scratched»                              | Зетна Фуэнтес | Катрина Мэтьюз & Тэннер Бин              | 1 декабря 2016   | 1AZL09      | 2.39                |
| 10      | 10         | «Don't Say It»                           | Пэрис Барклай | Рик Сингер & Дэн Фогельман               | 8 декабря 2016   | 1AZL10      | 2.89                |

## Отзывы критиков
«Подача» получила положительные отзывы критиков, в особенности они отметили актёрскую игру Банбери. На сайте-агрегаторе Rotten Tomatoes сериал получил 93% «свежести», что основано на 55-и рецензиях.